# Антонов, Роман Валерьевич
Рома́н Вале́рьевич Анто́нов (род. 24 января 1972, Дзержинск Горьковской области) — российский предприниматель, политик и государственный деятель. Депутат Государственной думы VI созыва от «Единой России» с октября 2014 года по ноябрь 2015 года. С 2012 года — помощник полномочного представителя Президента РФ в Приволжском федеральном округе.

## Биография
Родился и воспитывался в семье директора школы-заслуженногого учителя Лоры Антоновой.
В 1994 году окончил механико-математический факультет Нижегородского государственного университета. С 1994 года работал в коммерческих структурах, занимающихся торговлей алкогольными напитками. С 1997 года генеральный директор ЗАО «РООМ» (крупнейший в Нижегородской области производитель алкогольной продукции). В 2002 году избран в Законодательное собрание Нижегородской области, где был главой комитета по бюджетной политике. В 2006 году вновь избирается в Законодательное собрание и становится заместителем председателя.
На выборах 2 декабря 2007 года избран в Государственную думу. Работает в комитете по бюджету и налогам. Член фракции «Единая Россия». До 2005 года состоял в СПС. В 2005 перешёл в Партию пенсионеров и возглавил её Нижегородское отделение. С 2007 года член Единой России.
На выборах в Государственную Думу РФ в 2011 году входил в орловский региональный список «Единой России», однако депутатом стал лишь в октябре 2014 года после передачи мандата от перешедшего в Совет Федерации Тимченко. С декабря 2011 года по июнь 2012 года — главный федеральный инспектор по Пермскому краю аппарата полномочного представителя Президента РФ в ПФО. В июне 2012 года назначен помощником полномочного представителя Президента РФ в Приволжском федеральном округе. 20 ноября 2015 досрочно прекратил полномочия депутата Государственной Думы в связи с заниманием должности вице-губернатора Нижегородской области. Вакантный мандат перешел Наталье Афониной.

## Собственность и доходы
Согласно поданной декларации, доход Антонова за 2010 год составил 68,72 млн рублей. По состоянию на 2011 год ему также принадлежали доли в ОАО «Приморское морское пароходство», ОАО «Ашинский металлургический завод», ОАО Сургутнефтегаз, ОАО Сбербанк России.

## Хобби
Профессионально увлекается драг-рэйсингом. Является одним из основателей Нижегородской команды RR-Team. Неоднократно был чемпионом Нижегородской области и чемпионом России по драг-рэйсингу на официальных соревнованиях. Выступал на автомобилях Nissan Skyline (1000 л. с.) и Toyota Land Cruiser 100.

## Криминал
В ночь с 3 на 4 июля 2004 года Антонов, по признанию его друга, ставшего свидетелем происшествия, как раз готовил машину для гонок. После старта на одном из светофоров машина крылом зацепила пешехода. Удар был такой силы, что тот скончался от полученных ран. По словам знакомого Романа Антонова, он не успел далеко уехать от светофора, который послужил стартом смертоносной гонки. Но если учесть, что Nissan депутата за 10 секунд набирает скорость 200 километров в час, то и небольшого отрезка дороги хватило, чтобы ускорение достигло убийственных значений. По факту дорожно-транспортного происшествия со смертельным исходом согласно УПК РФ прокуратурой Приокского района было возбуждено уголовное дело, началось расследование. Затем дело депутата было передано из районной прокуратуры в областную, и в конечном итоге законодатель никакого наказания не понёс.
19 сентября 2017 года журналисты обнаружили у Антонова в пользовании вертолёт стоимостью 1,5 млн евро. При этом сообщается что официальных доходов Антонова недостаточно для покупки и содержания вертолёта. Прокуратура Нижегородской области завершила проверку по размещённой в СМИ информации об использовании заместителем губернатора Нижегородской области Романом Антоновым вертолёта «Еврокоптер Колибри» и не нашла в этом ничего противозаконного.